# 恩里克·圣地亚哥
恩里克·圣地亚哥·罗梅罗（西班牙語：Enrique Santiago Romero，1964年7月18日—）是西班牙律师和左翼政治人物。从2018年4月起担任西班牙共产党总书记。

## 学历
出生于马德里。毕业于马德里康普顿斯大学，获得法律学士学位。之后进入马德里自治大学，获得基金会和非營利組織行政管理学硕士学位。同时持有金融学研究中心（CEF）的劳动和社会保障法课程结业证书，和卡洛斯三世大学的國際人道法、庇护法和难民法课程结业证书。

## 工作经历
1990年至1992年担任西班牙共产党青年翼西班牙共产主义青年联盟总书记。
2000年至2006年担任西班牙难民援助委员会秘书长。2004年至2005年担任國際人權聯盟西班牙分部副主席。
2004年至2015年为联合左翼联邦执行委员会委员；2008年至2015年为西班牙共产党执行委员会委员。
2012年9月4日，成为哥伦比亚革命武装力量和平进程谈判的法律顾问。
2018年4月8日，被西班牙共产党中央委员会选举为总书记。
2021年3月31日，進入第二屆桑切斯政府擔任2030議程國務秘書。